# Castillo (heráldica)

Posible representación heráldica de un castillo. Castillo de azur, aclarado de oro.

El castillo es un mueble heráldico muy difundido en los escudos de armas en la península ibérica.
Su diseño varía según la época y zona, habiendo multitud de diseños diferentes. Consiste en un representación idealizada de un castillo. Generalmente con tres torres almenadas, la del medio, también llamada del homenaje, más alta que las otras dos, y mazonado (representada la obra de sillería). En ocasiones, las puertas y ventanas vienen acompañadas por damas, guerreros o caballeros o cabezas de reyes asomadas en ellas.

## Regla de esmaltes
Hay unas reglas en referente a los esmaltes para los castillos, en las que dice que si el castillo es de oro, las puertas y ventanas serán de gules; si va de plata, puertas y ventanas de sable; y si el castillo es de color, las puertas y ventanas irán de metal, ya sea oro o plata. Cualquier otro caso, hay que especificarlo.
Según el obispo de Tuy (1236), este mueble se utilizó por primera vez en el año 1196 por el rey Alfonso VIII.

## Simbolismo
En origen simbolizaba la fortaleza de la virtud, la nobleza antigua, grandeza y elevación, denotando el asilo y la salvaguardia y el poder feudal. En heráldica cívica, suele hacer referencia al castillo del lugar.

## Atributos heráldicos
- Abanderado, cuando de la torre central pende una bandera.
- Abierto, cuando a través de las aperturas (puerta y ventanas) se ve el campo del escudo o el esmalte de la pieza sobre la cual carga el castillo.
- Aclarado. Cuando las puertas y ventanas van de otro esmalte diferente a la del castillo, campo del escudo o pieza sobre la que esté cargado.
- Almenado, cuando presenta almenas. En el caso de los castillos, suelen ir siempre almenados.
- Donjonado. Cuando la torre central es más alta que las laterales.
- Mazonado, cuando los intersticios de las piedras del castillo son destacados con un esmalte distinto del edificio. Por norma el mazonado es de sable; si no, habría que indicarlo. En el caso de los castillos, suelen ir siempre mazonados.
- Pantado. Cuando el castillo va encima del agua.
- Sostenido. Cuando el castillo se halla sobre cualquier otra figura.

## Galería

Reino de Castilla. ...de gules, un castillo de oro aclarado de azur...
Castilla y León. ...de gules, un castillo de oro aclarado de azur...
Ayerbe. ...de azur, un castillo de oro, mazonado de sable y aclarado de gules...
Palamós. ...de azur, un castillo de oro abierto abanderado de una bandera de...
Burgo de Osma. ...de gules, castillo de oro...
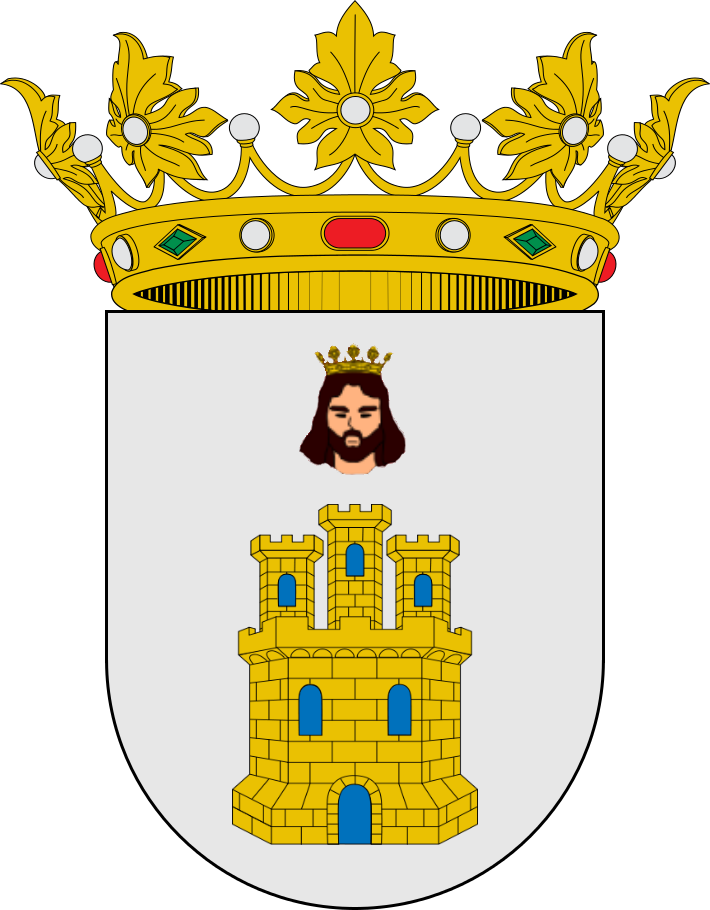
Rebollo de Duero... En campo de plata, castillo de oro...
Castellet y Gornal. ...de azur, un castillo de oro aclarado de sable...
Castellón de Rugat. ...castillo de plata mazonado y aclarado de sable...
Doulevant-le-Château. ...de sable, un castillo de oro abierto...
Leiva. ...castillo de veros de oro y gules...